# Cryptobia intestinalis
Cryptobia intestinalis is een soort in de taxonomische indeling van de Euglenozoa. Deze micro-organismen zijn eencellig en meestal rond de 15-40 mm groot. Het organisme komt uit het geslacht Cryptobia en behoort tot de familie Bodonidae. Cryptobia intestinalis werd in 1905 ontdekt door Léger.